# Арнаис-Вильена, Антонио
Антонио Арнаис-Вильена (исп. Antonio Arnaiz-Villena; род. Мадрид, Испания) — испанский иммунолог, известный своими тенденциозными исследованиями генетической истории народов, а также неакадемическими лингвистическими гипотезами. Возглавлял иммунологические отделение в Больнице 12 октября в Мадриде, и в 1991—1995 был президентом Испанской национальной комиссии по иммунологии (исп. Sociedad Española de Inmunologia).

## Этногенетические исследования

### Евреи и палестинцы
Арнаис-Вильена получил неоднозначную международную известность в связи со своей публикацией о генетической истории евреев и палестинцев, в журнале Human Immunology. Статья получила скандальную известность из-за ряда утверждений, касающихся палестино-израильского конфликта. В результате жёсткой критики статья была изъята из журнала; подписчикам, получившим журнал, было рекомендовано «физически изъять» страницы с публикацией — требование, беспрецедентное для европейской академической литературы. Комментарии Арнаис-Вильены по поводу арабо-израильского конфликта были расценены как «тенденциозные политические заявления», поскольку он, в частности, утверждал, что палестинские арабы в Сирии и в Ливане живут в «концентрационных лагерях». В результате Арнаис-Вильена был исключён из редакционной коллегии журнала.
Некоторые учёные поддержали позицию Арнаис-Вильены. В частности, Эндрю Гоффи (Andrew Goffey), старший преподаватель Миддлсекского университета в Англии, заявил, что статья не содержала оскорбительных утверждений, и что «по-видимому, статья была удалена не по причине научных свидетельств». Некоторые учёные обратились в редакцию с письмами в поддержку Арнаис-Вильены и с возражениями против столь сурового решения. В одном из писем его автор писал: «Если бы Арнаис-Вильена обнаружил свидетельства генетической уникальности евреев, едва ли кто-либо возразил против его утверждений в данной статье. Эта ситуация весьма печальна».

### Греки и македонцы
В статье о генетической связи между греками и современными македонцами он пришёл к выводу, что «греки … в значительной мере связаны с субсахарскими (эфиопы, западные африканцы) народами, что отделяет их от прочих средиземноморских народов.» Выводы Арнаис-Вильены были близки идеям книги Мартина Бернала «Чёрная Афина» (первое издание — 1987), где последний утверждал, что греческая цивилизация якобы была в значительной мере финикийской по происхождению, и добавили жару в дискуссию между греческими и македонскими националистами. Вскоре после этого три известных генетика — Луиджи Лука Кавалли-Сфорца, Альберто Пьяцца и Нил Риш (англ. Neil Risch) указали на грубые недочёты в научной методологии Арнаис-Вильены. По их словам, «использование результатов единственного маркера, специально отобранного для целей реконструкции генеалогии, является ненадёжной и недопустимой практикой в популяционной генетике», а выводы о происхождении греков являются «аномальными результатами, противоречащими истории, географии, антропологии и всем прежним исследованиям популяционной генетики указанных этнических групп».
В ответ на эту критику Арнаис-Вильена и соавторы возразили, что «изучение одиночных локусов, как HLA, так и других маркеров, является распространённым в данной научной области, подобные исследования регулярно публикуются в специальной литературе».
Ни одно из проведённых позднее многомаркерных исследований не воспроизвело результаты Арнаис-Вильены. В работе «История и география человеческих генов» (The History and Geography of Human Genes, Princeton, 1994) Кавалли-Сфорца, Меноцци и Пьяцца сгруппировали греков вместе с другими европейскими и средиземноморскими популяциями на основании 120 генетических локусов (см. диаграмму MDS plot). Затем Аюб и др. (Ayub et al. 2003) провели аналогичный анализ с использованием 182 локусов (см. дендрограмму).. Ещё одно исследование было проведено в 2004 г. Университетом г. Скопье святых Кирилла и Мефодия с использованием методологии Арнаис-Вильены — однако, в противоположность его выводам, исследователи не обнаружили у греков примеси субсахарской ДНК.

### Индейцы Мезоамерики
Арнаис-Вильена также был одним из авторов статьи, в которой был выдвинут ряд смелых гипотез о мультиэтническом происхождении коренного населения Мезоамерики. В статье утверждалось, что заселение Америки было, «по-видимому, более сложным, чем утверждали Гринберг и его сторонники (три волны населения)», отметив при этом, что «мезо- и южноамериканские индейцы остаются изолированными по отношению к своим соседям … при анализе генетического расстояния.»

### Неакадемические лингвистические теории
Арнаис-Вильена и его коллега Хорхе Алонсо-Гарсиа утверждают, что баскский язык является ключом ко многим древним языкам Средиземноморья и Ближнего Востока, в том числе таким, как древнеегипетский, хеттский, шумерский, хурритский, угаритский, аккадский (ассировавилонский), эламский и финикийский, которые якобы были неверно поняты и неправильно переведены всеми прочими лингвистами. В частности, Арнаис-Вильена приписывает себе честь «подлинной дешифровки» двуязычного Розеттского камня, который Жан-Франсуа Шампольон использовал как ключ к прочтению иероглифов. Кодекс Хаммурапи, по мнению Арнаис-Вильены, вообще не имеет отношения к законодательству, а является баскским погребальным текстом.
В качестве образцов «подлинных баскских надписей» Арнаис-Вильена рассматривал надписи из г. Ирунья-Велея, разоблачённые официальной комиссией из 26 археологов как современные подделки.
Редкие лингвисты занимались критикой работ Арнаис-Вильены ввиду большого количества логических и хронологических нестыковок в них. В частности, Хавьер де Ос писал, что труды Арнаис-Вильены — это преступление против науки, поскольку на его публикации разбазарены фонды, которые могли бы быть потрачены на более полезные исследования. Интересен тот факт, что несмотря на резко негативное отношение научного сообщества к Арнаис-Вильене, его статьи периодически появляются в изданиях таких серьёзных вузов, как Университет Комплутенсе.

## Увольнение, скандал и реабилитация
В 2002 г. Арнаис-Вильена был уволен без выходного пособия из Больницы 12 октября в связи с обвинением в растрате фондов. Его обвиняли в «приобретении продуктов, не используемых в медицинской деятельности его отделения; приобретении медицинских продуктов, используемых в медицинской деятельности, однако в количестве существенно больше необходимого; фальсификации статистических данных, явно с целью оправдать закупки; унизительном обращении с персоналом отделения; задержках в оказании медицинских услуг; а также передачи продуктов отделения университету». Несмотря на увольнение из больницы, он продолжал работать в Университете Комплутенсе. Через год он был восстановлен в должности в больнице, поскольку судебная коллегия из 3 членов решила, что «были нарушены его основные и конституционные права человека». Все обвинения были признаны ничтожными (2003). Ещё одно решение коллегии из 3 членов вновь признало обвинения юридически ничтожными.
Фактически, Арнаис-Вильена не подвергался наказаниям, поскольку он входил лишь в персонал университета (должность полного профессора), но не в персонал больницы. Прокурор признал в своём постановлении, что обвинения против Арнаис-Вильены были безосновательными, и что ряд сотрудников вынудили свидетельствовать против него. Наконец, Королевская коллегия терапевтов в Мадриде провела собственное расследование и пришла к выводу, что ни под одним из обвинений не было разумных оснований.